# 黑木站
黑木站（日语：／ Kuroki eki */?）是位於福岡縣八女郡黑木町（現時：八女市）大字今，日本國有鐵道（國鐵）矢部線的鐵路車站（廢站）。在開業時，告示中的站名日文讀法與町名日文讀法相同，都是，但是隨後的中，一貫的日文讀法都是。
此站是矢部線的終點站，車站位於黑木町中心北端。路線名稱是取自此站繼續延伸方向的地區（即矢部村）。

## 歷史
- 1945年（昭和20年）12月26日：矢部線全線開通，此一般車站同日啟用[1]。
- 1971年（昭和46年）2月20日：成為業務委託車站[2]。
- 1974年（昭和49年）10月1日：結束貨運業務[1]。
- 1984年（昭和59年）2月1日：結束行李起卸業務[1]。
- 1985年（昭和60年）4月1日：隨著矢部線全線被廢除，此站也被廢除[1]。

## 車站構造
此站為業務委託車站，設有1面1線的單式月台和站舍。

## 車站周邊
- 黑木之藤（日语：黒木のフジ）（東邊500米處，於祇園神社內） - 自然紀念物

## 現狀

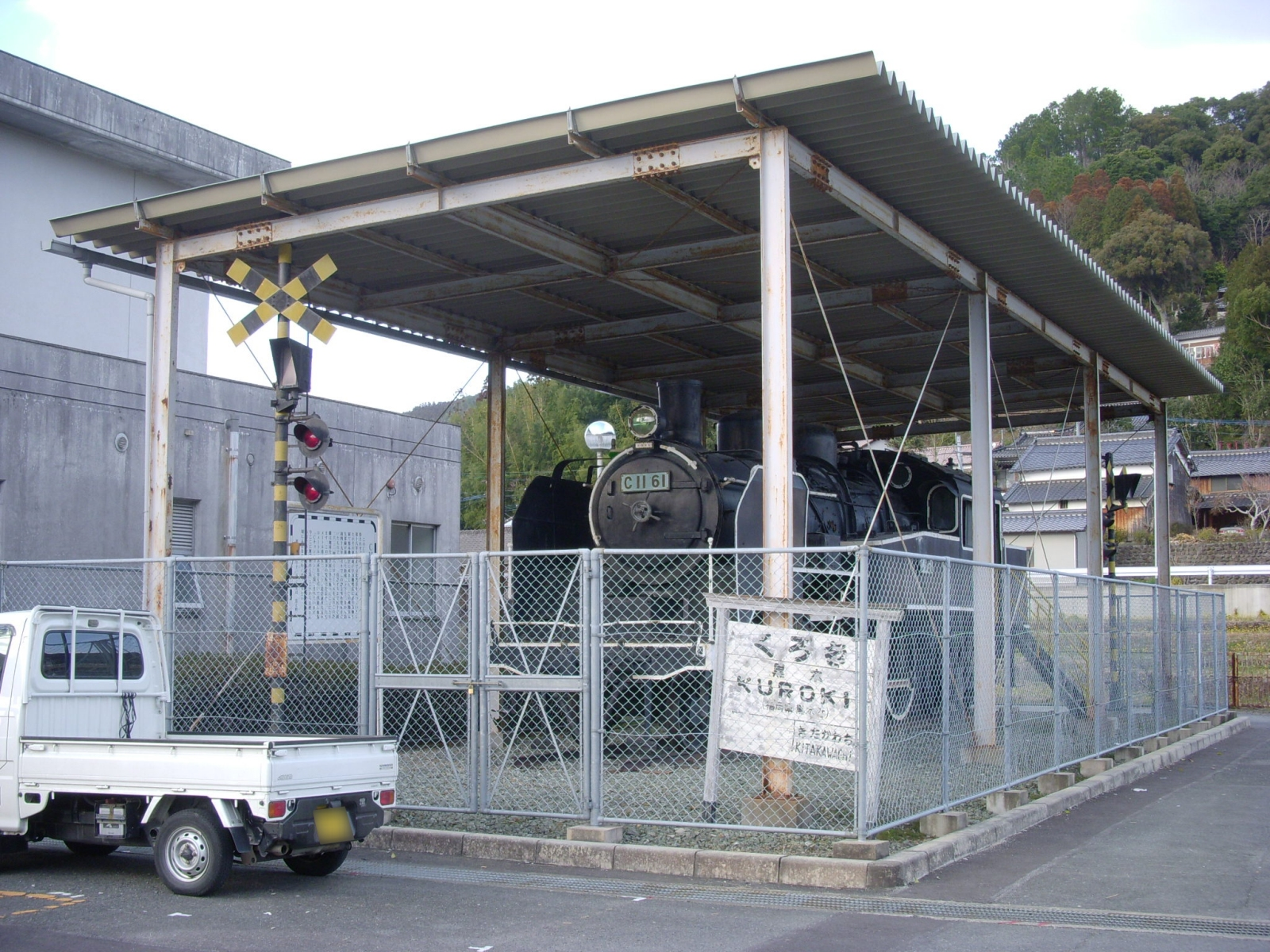
在車站遺址附近保存展示的C11 61（2008年）

站舍和月台被撤去，該處變成了路口。此站北邊附近放置了一架C11形蒸氣機車（61號機）和一塊站名牌作靜態保存。
在附近的堀川巴士「中町」巴士站中，截至2011年（平成23年）5月，站牌上還標記「黑木站前←→黑木」。

## 相鄰車站
日本國有鐵道（國鐵）
矢部線
北川內－黑木

## 注腳
1. 1 2 3 4 5 6  石野哲 (编).  初版. JTB. 1998-10-01: 700. ISBN 978-4-533-02980-6 （日语）.
2. ↑  . 交通新聞 (交通協力会). 1971-03-05: 1 （日语）.

## 相關項目
- 日本鐵路車站列表 Ku